# Kylene Barker
Kylene Barker (Galax, novembre 1955) è una modella statunitense, eletta Miss America 1979.
Dopo l'anno di servizio da Miss America, la Barker ha aperto il D. Kylene Ladies Apparel sulla Worth Avenue a Palm Beach in Florida, che ha gestito per tredici anni.
Negli anni novanta Kylene Barker è entrata a far parte del business dei campi da golf, lei stessa diventa una esperta giocatrice di golf e nel 2002 ha sposato il golfista canadese Ian McNeill.
Kylene Barer vive fra il suo cottage chiamato "Muskokas" in Canada e Naples in Florida.